# Willi Forst
Willi Forst, pseudonimo di Wilhelm Anton Frohs (Vienna, 7 aprile 1903 – Vienna, 11 agosto 1980), è stato un regista, attore e cantante austriaco.
Iniziò la sua carriera come cantante e attore, lavorando a teatro e al cinema. Nel 1933 esordì nella regia con Angeli senza paradiso, un bio-film musicale sulla vita del compositore Franz Schubert, che venne girato anche in versione inglese con il titolo Unfinished Symphony, insieme al regista Anthony Asquith. Molto amato dal pubblico, Forst eccelleva proprio nella riproposizione di opere e temi musicali con canzoni e valzer viennesi. Anche sceneggiatore e produttore, girò molti dei suoi film in Germania.

## Biografia
Figlio dell'artista viennese Wilhelm Frohs, decoratore di porcellane, si diplomò al liceo moderno dove aveva recitato da dilettante. Non proseguì gli studi e, nel 1919, allo smembramento dell'impero austro-ungarico, trovò lavoro al teatro di Cieszyn in ruoli secondari di attor giovane o di comico.
Dopo essere apparso come figurante nel film Der Wegweiser (1920) e nel kolossal austriaco Sodom und Gomorrah (1922), si spostò a Berlino ove fu ingaggiato dal Metropoltheater come tenore, prendendo parte a diverse operette e commedie musicali. Tra il 1925 e il 1928 lavorò anche a Vienna presso il Carltheater e l'Apollotheater. Ritornò al teatro puro nel 1927, in particolare con Gustav Hartung, recitando nel 1928 nel teatro di Max Reinhardt.
Riprese la carriera nel cinema con il film austriaco Café Elektric di Gustav Ucicky, descrivente il mondo della società equivoca di Vienna, ove egli recitava da protagonista al fianco di Marlene Dietrich, che ebbe in questa commedia il suo primo ruolo importante. Proseguì con Gefahren der Brautzeit (1929) e, nello stesso anno, Atlantik, il suo primo film parlato. Divenne quindi il favorito del pubblico viennese nelle commedie musicali leggere e la sua fama si estese alla Germania, ove divenne molto popolare con Drei Herzen im 3/4 Takt.
Nel 1933 iniziò la sua carriera di regista con un film sulla vita di Franz Schubert, Leise flehen meine Lieder, seguito da Mascarade, commedia musicale che riportò un grande successo anche all'estero e che fece di Paula Wessely un'attrice celebre nei paesi germanofoni. Nel 1935, il suo film Mazurka fece tornare Pola Negri in Germania, dopo anni di permanenza a Hollywood.
Forst lavorò prevalentemente a Vienna, ove nel 1936 fondò una propria società di produzione e, dal 1938 al 1945 fu membro del Consiglio di Amministrazione della Wien Film GmbH. Nelle sue memorie, pubblicate nel 1963, scrisse che la sua «...patria era occupata dai nazional-socialisti e che il suo lavoro era una forma di protesta pacifica [...] che dava al pubblico quello che questo voleva: umorismo, gioia [...] Io ho creato film che apparivano come una denuncia dello spirito dell'epoca, dando un significato all'eleganza, al fascino, alla tenerezza ed alla galanteria.» I suoi registi preferiti erano allora Ernst Lubitsch e René Clair. I suoi film viennesi facevano dimenticare al pubblico che l'epoca di gloria e fasti che egli descriveva era scomparsa.
Nel 1939 girò il suo film più noto, Bel Ami - L'idolo delle donne, dal romanzo omonimo di Maupassant, nel quale interpretava il ruolo del protagonista.
Nel 1940 realizzò Opérette, un film che verrà proiettato nel 1948 anche in Unione Sovietica con grande successo. Dopo una lunga preparazione a Praga, Forst realizzò nel 1944 Wiener Mädeln (Ragazze viennesi), con la speranza che fosse il primo film germanofono del dopoguerra, ma esso non uscì che nel 1949 e non ebbe un gran successo: i tempi erano cambiati e Forst non conobbe da allora che dei modesti successi di stima.
Il suo film Die Sünderin (La peccatrice) del 1951, con Gustav Fröhlich e Hildegard Knef, destò scandalo perché la Knef in una scena veniva ripresa nuda di schiena mentre posava per un pittore. Inoltre il film fu molto criticato poiché accusato di apologia del suicidio. Sostenuti dalla Chiesa cattolica in un paese in ricostruzione, alcuni manifestanti protestarono contro questo film nei vari comuni di provincia ove veniva proiettato.
L'ultimo film di Forst ha per titolo Wien, du Stadt meiner Träume (Tu Vienna, città dei miei sogni), che costituisce l'ultima confessione del regista nel 1957. Dopo questo film si mostrò raramente in pubblico e visse a Brissago, nel Canton Ticino con la moglie Melania, che aveva sposato nel 1934. Melania morì nel 1973 e Forst, qualche anno dopo, tornò a Vienna ove morì nel 1980.

## Filmografia
La filmografia è completa. Quando manca il nome del regista, questo non viene riportato nei titoli

### Attore
- Der Wegweiser, regia di Hans Kottow (1920)
- Sodom und Gomorrha, regia di Michael Curtiz (con il nome Mihály Kertész) (1922)
- Oh, du lieber Augustin, regia di H.K. Breslauer (1922)
- Lieb' mich und die Welt ist mein, regia di H.K. Breslauer (1922)
- Strandgut, regia di H.K. Breslauer (1924)
- Die 3 Niemandskinder o Die drei Niemandskinder, regia di Fritz Freisler (1927)
- Die elf Teufel, co-regia di Zoltán Korda e Carl Boese (1927)
- Café Elektric, regia di Gustav Ucicky (1927)
- Amor auf Ski, regia di Rolf Randolf (1928)
- Ein besserer Herr, regia di Gustav Ucicky (1928)
- Ein Tag Film, regia di Max Mack (1928)
- Amore contrastato (Unfug der Liebe), regia di Robert Wiene (1928)
- Die blaue Maus, regia di Johannes Guter (1928)
- Die lustigen Vagabunden, regia di Jacob Fleck, Luise Fleck (1929)
- Liebfraumilch, regia di Carl Froelich (1929)
- Die Frau, die jeder liebt, bist du!, regia di Carl Froelich (1929)
- Fräulein Fähnrich, regia di Fred Sauer (1929)
- Die weißen Rosen von Ravensberg, regia di Rudolf Meinert (1929)
- Der Sträfling aus Stambul, regia di Gustav Ucicky (1929)
- Atlantik, regia di Ewald André Dupont (1929)
- Katharina Knie, regia di Karl Grune (1929)
- Petit officier… Adieu!, regia di Géza von Bolváry (1930)
- Gefahren der Brautzeit, regia di Fred Sauer (1930)
- Due cuori a tempo di valzer (Zwei Herzen im Dreiviertel-Takt), regia di Géza von Bolváry (1930)
- Un tango per te (Ein Tango für Dich), regia di Géza von Bolváry (1930)
- Ein Burschenlied aus Heidelberg, regia di Karl Hartl (1930)
- La canzone è finita (Das Lied ist aus), regia di Géza von Bolváry (1930)
- Der Herr auf Bestellung, regia di Géza von Bolváry (1930)
- Le allegre fanciulle di Vienna (Die Lustigen Weiber von Wien), regia di Géza von Bolváry (1931)
- Il ratto di Monna Lisa (Der Raub der Mona Lisa), regia di Géza von Bolváry (1931)
- So ein Mädel vergisst man nicht, regia di Fritz Kortner (1932)
- Peter Voss, der Millionendieb, regia di Ewald André Dupont (1932)
- Der Prinz von Arkadien, regia di Karl Hartl (1932)
- Sogno biondo (Ein blonder Traum), regia di Paul Martin (1932)
- Segreto ardente (Brennendes Geheimnis), regia di Robert Siodmak (1933)
- Ihre Durchlaucht, die Verkäuferin, regia di Karl Hartl (1933)
- Ich kenn' dich nicht und liebe dich, regia di Géza von Bolváry (1934)
- Così finì un amore (So endete eine Liebe), regia di Karl Hartl (1934)
- Tutto per un bacio (Königswalzer), regia di Herbert Maisch (1935)
- Mazurka tragica (Mazurka), regia di Willi Forst (1935)
- Bel Ami l'idolo delle donne (Bel Ami), regia di Willi Forst (1939)
- Il mistero dell'altro (Ich bin Sebastian Ott), regia di Willi Forst (1939)
- A tempo di valzer (Operette), regia di Willi Forst (1940)
- Ein Blick zurück, regia di Gerhard Menzel (1944)
- Ragazze viennesi o Tre ragazze viennesi (Wiener Mädeln), regia di Willi Forst (1949)
- Es geschehen noch Wunder, regia di Willi Forst (1951)
- Bei Dir war es immer so schön, regia di Hans Wolff (1954)
- Weg in die Vergangenheit, regia di Karl Hartl (1954)
- Ein Mann vergißt die Liebe, regia di Volker von Collande (1955)
- Die Drei von der Tankstelle, regia di Hans Wolff (1955)

### Regista
- Angeli senza paradiso (Leise flehen meine Lieder) (1933)
- Mascherata (Maskerade) (1934)
- Unfinished Symphony co-regia Anthony Asquith (1934)
- Mazurka tragica (Mazurka) (1935)
- Allegria (Allotria) (1936)
- L'ultima passione (Burgtheater) (1936)
- L'ombra dell'altra (Serenade) (1937)
- Bel Ami l'idolo delle donne (Bel Ami) (1939)
- Il mistero dell'altro (Ich bin Sebastian Ott) (1939)
- A tempo di valzer (Operette) (1940)
- Sangue viennese (Wiener Blut) (1942)
- Realtà romanzesca (Frauen sind keine Engel) (1943)
- Ragazze viennesi (Wiener Mädeln) (1949)
- Die Sünderin (1951)
- Es geschehen noch Wunder (1951)
- Im weißen Rößl (1952)
- Cabaret (Dieses Lied bleibt bei dir) (1954)
- Le Chemin du paradis, co-regia Hans Wolff (1956)
- Kaiserjäger (1956)
- Die unentschuldigte Stunde (1957)
- Vienna Vienna (Wien, du Stadt meiner Träume) (1957)

### Sceneggiatore
- Angeli senza paradiso (Leise flehen meine Lieder), regia di Willi Forst (1933)
- Mascherata (Maskerade), regia di Willi Forst (1934)
- Unfinished Symphony, regia di Willi Forst e Anthony Asquith (1934)
- La modella mascherata (Escapade), regia di Robert Z. Leonard (1935)
- Mazurka tragica (Mazurka), regia di Willi Forst (1935)
- Allegria (Allotria), regia di Willi Forst (1936)
- L'ultima passione (Burgtheater), regia di Willi Forst (1936)
- Kapriolen, regia di Gustaf Gründgens (1937)
- L'ombra dell'altra (Serenade), regia di Willi Forst (1937)
- Bel Ami l'idolo delle donne (Bel Ami), regia di Willi Forst (1939)
- A tempo di valzer (Operette), regia di Willi Forst (1940)
- Sangue viennese (Wiener Blut), regia di Willi Forst (1942)
- Yuvami yikamazsin, regia di Kani Kipçak (1947)
- Ragazze viennesi o Tre ragazze viennesi (Wiener Mädeln), regia di Willi Forst (1949)
- Die Sünderin, regia di Willi Forst (1951)
- Es geschehen noch Wunder, regia di Willi Forst (1951)
- Alle kan ich nicht heiraten, regia di Hans Wolff (1952)
- Cabaret (Dieses Lied bleibt bei dir), regia di Willi Forst (1954)
- Die unentschuldigte Stunde, regia di Willi Forst (1957)
- Vienna Vienna (Wien du Stadt meiner Träume), regia di Willi Forst (1957)

### Produttore
- Unfinished Symphony, regia di Willi Forst e Anthony Asquith (1934)
- L'ultima passione (Burgtheater) regia di Willi Forst (1936)
- Kapriolen, regia di Gustaf Gründgens (1937)
- L'ombra dell'altra (Serenade), regia di Willi Forst (1937)
- Bel Ami l'idolo delle donne (Bel Ami), regia di Willi Forst (1939)
- Il mistero dell'altro (Ich bin Sebastian Ott), regia di Willi Forst (1939)
- A tempo di valzer (Operette), regia di Willi Forst (1940)
- Sangue viennese (Wiener Blut), regia di Willi Forst (1942)
- Realtà romanzesca (Frauen sind keine Engel), regia di Willi Forst (1943)
- Hundstage, regia di Géza von Cziffra (1944)
- Torna l'amore sul Danubio (Der Hofrat Geiger), regia di Hans Wolff (1947)
- Die Frau am Wege, regia di Eduard von Borsody (1948)
- Die Stimme Österreichs (1949)
- Das Kuckucksei, regia di Walter Firner (1949)
- Ragazze viennesi o Tre ragazze viennesi (Wiener Mädeln), regia di Willi Forst (1949)
- Die Drei von der Tankstelle, regia di Hans Wolff - produttore e supervisore (1955)

### Film o documentari dove appare Willi Forst
- Brillano le stelle (Es leuchten die Sterne), regia di Hans H. Zerlett - sé stesso (1938)
- Wir erinnern uns gern, regia di Werner Malbran - sé stesso (1941)
- Leckerbissen, regia di Werner Malbran - sé stesso (1948)
- Tempi magnifici (documentario), regia di Erik Ode e Günter Neumann - sé stesso (1950)
- Sterne die vorüberzogen (documentario tv), regia di Herman Weigel - sé stesso (1977)

### Colonna sonora
- Il ratto di Monna Lisa (Der Raub der Mona Lisa), regia di Géza von Bolváry - interprete di Warum lächelst Du Mona Lisa? (1931)
- L'ultima passione (Burgtheater), regia di Willi Forst - interprete di Sag' beim Abschied leise Servus (1936)
- Sangue viennese (Wiener Blut), regia di Willi Forst - interprete di Wiener Blut, Walzer und Polka (1942)
- Bei Dir war es immer so schön, regia di Hans Wolff - interprete di Bel Ami (1954)
- Sofies verden, mini serie tv, regia di Erik Gustavson - hab' keine angst vor dein ersten kuss (2000)